# Târgu Ocna
Târgu Ocna – miasto w Rumunii (okręg Bacău, Mołdawia). Liczy 14 600 mieszkańców (2006).